# Marie Isabelle de Rohan
Marie Isabelle de Rohan, hertiginna de Tallard, född 1699, död 1754 var en fransk hovfunktionär. de Rohan var Guvernant till Frankrikes barn 1735–1754. 

## Biografi
Marie Isabelle de Rohan var dotter till hertig Hercule Mériadec de Rohan och Anne Geneviève de Lévis. Hon gifte sig 1713 med Joseph d'Hostun de La Baume, hertig av Tallard. Hon hade inga barn. 
Hon blev hovdam hos Elisabet Charlotta av Pfalz. 1735 övertog hon ställningen som kungabarnens guvernant av sin farmor Charlotte de La Motte Houdancourt. Som guvernant var hon ansvarig för barnen till kungaparet, kronprinsen och hans systrar. 1746 fick hon ansvaret för kronprinsens barn.  
Hon var hovdam åt prinsessan Henriette av Frankrike och 1725 dame du palais hos drottningen, Marie Leszczyńska. Hon ska ha varit omtyckt av drottningen, och hade ofta kungen som gäst på sina privata middagar. Kort före sin död avgick hon som guvernant till förmån för sin brorsdotter Marie Louise de Rohan. Hon ska vid sin död ha blivit uppriktigt saknad av både kungen och sina elever.